# Cape Canaveral Space Force Station Landing Zones 1 en 2

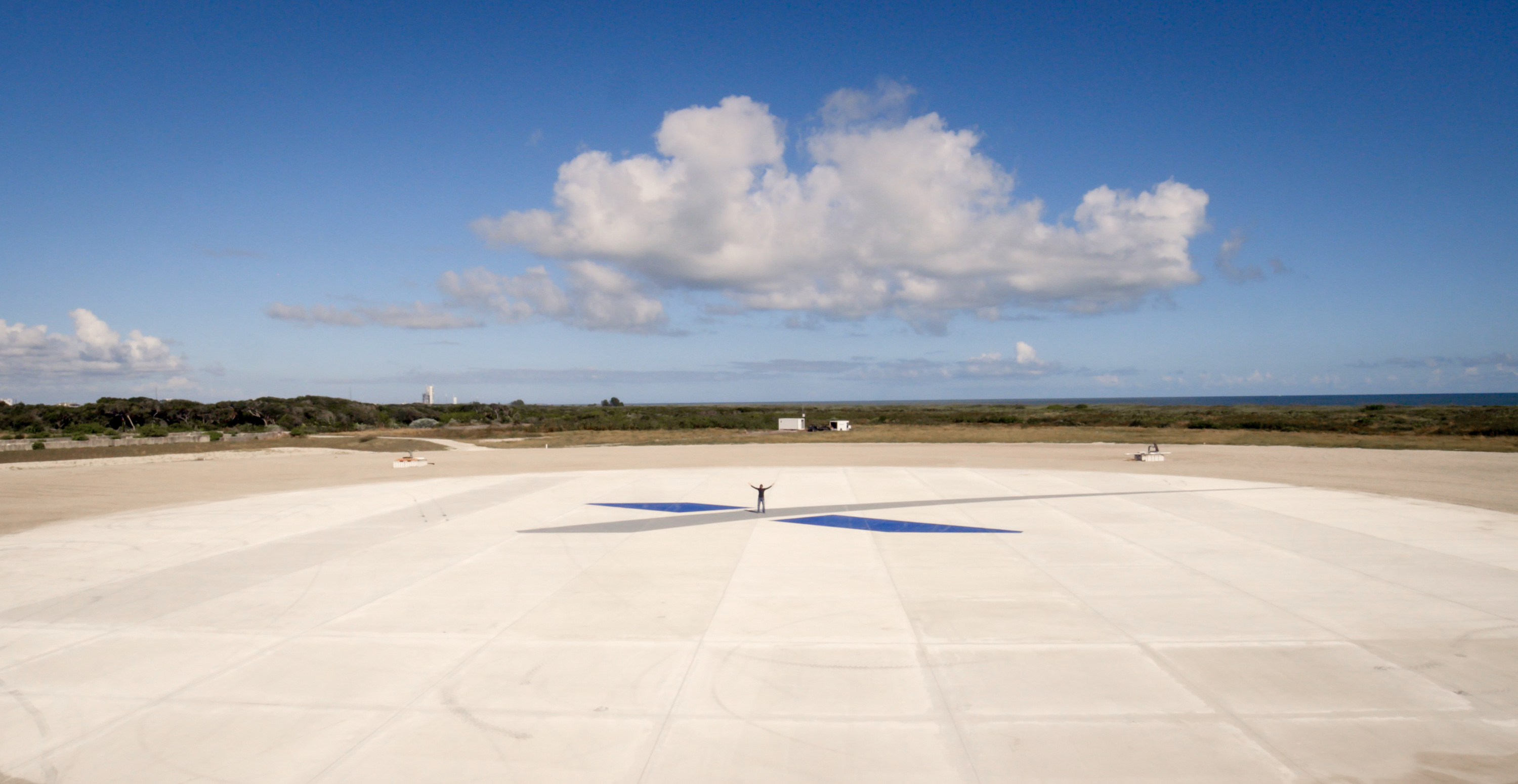
Landing Zone 1

Cape Canaveral Space Force Station Landing Zone 1 (LZ-1) en Cape Canaveral Space Force Station Landing Zone 2 (LZ-2) zijn twee landingsplaatsen voor verticale raketlandingen van ruimtevaartbedrijf SpaceX. Ze liggen op het voormalige Lanceercomplex 13 van het Cape Canaveral Air Force Station (sinds 9 december 2020 Cape Canaveral Space Force Station) CCSFS.

## Lanceercomplex 13

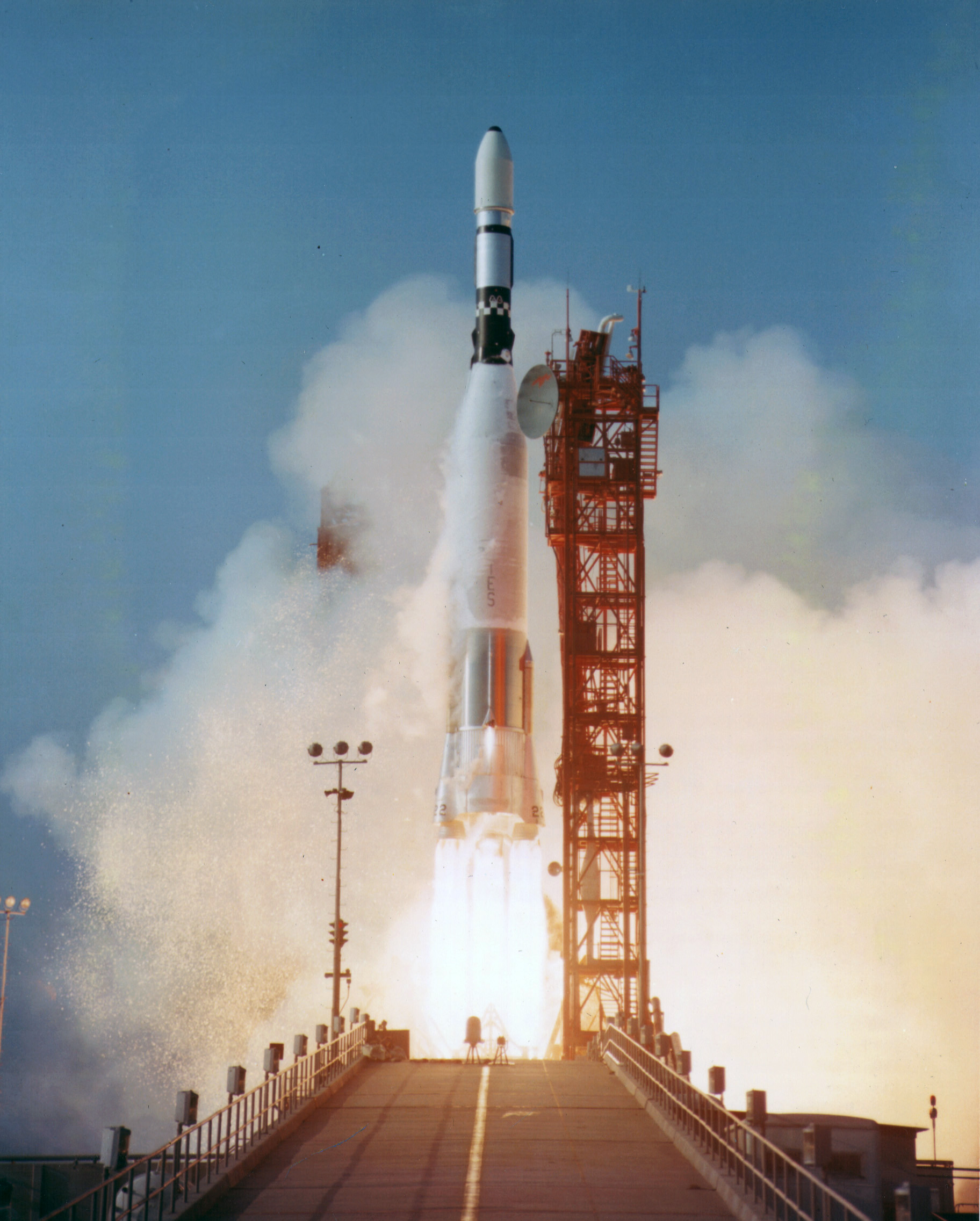
Een Atlas-Agena met aan boord Lunar Orbiter 4 stijgt op vanaf LC-13

Lanceercomplex 13 (LC-13) was met LC-11, LC-12 en LC-14 een van de lanceerinstallaties die werden aangelegd voor het testprogramma van Atlas-raketten en was van 1958 tot 1978 daarvoor in gebruik. Er werden in totaal 52 lanceringen uitgevoerd vanaf LC-13. In de periode 1958-1962 werden er vanaf dit complex Atlas ballistische raketten getest. De Atlas-lanceringen vergden echter een te lange voorbereidingstijd om een effectief verdedigingswapen te zijn en werd voor dit doel buiten gebruik gesteld. De (naar maatstaven van die tijd) grote kracht van de Atlas-raket maakte hem wel geschikt als lanceertuig voor kunstmatige satellieten. Het Lanceercomplex werd daarna aangepast voor Atlas-raketten die met een Agena als tweede trap werden uitgerust. Van 1963 tot 1978 werd LC-13 voor de Atlas-Agena lanceringen gebruikt en was na 1967 de enige van de originele vier Atlascomplexen op de Cape die nog in gebruik was.
De bekendste lanceringen vanaf LC-13 waren de vijf vluchten van het Lunar Orbiterprogramma waarmee voorbereidend werk voor de Apollo maanmissies werd uitgevoerd. Daarnaast werden er vooral spionagesatellieten voor de NRO gelanceerd.
Van 1980 tot 2015 kwam het terrein braak te liggen. Ook nadat de landingsplaatsen van SpaceX zijn aangelegd worden de betonnen restanten van de voormalige lanceerinstallatie grotendeels intact gelaten.

## Landing Zone 1 en 2

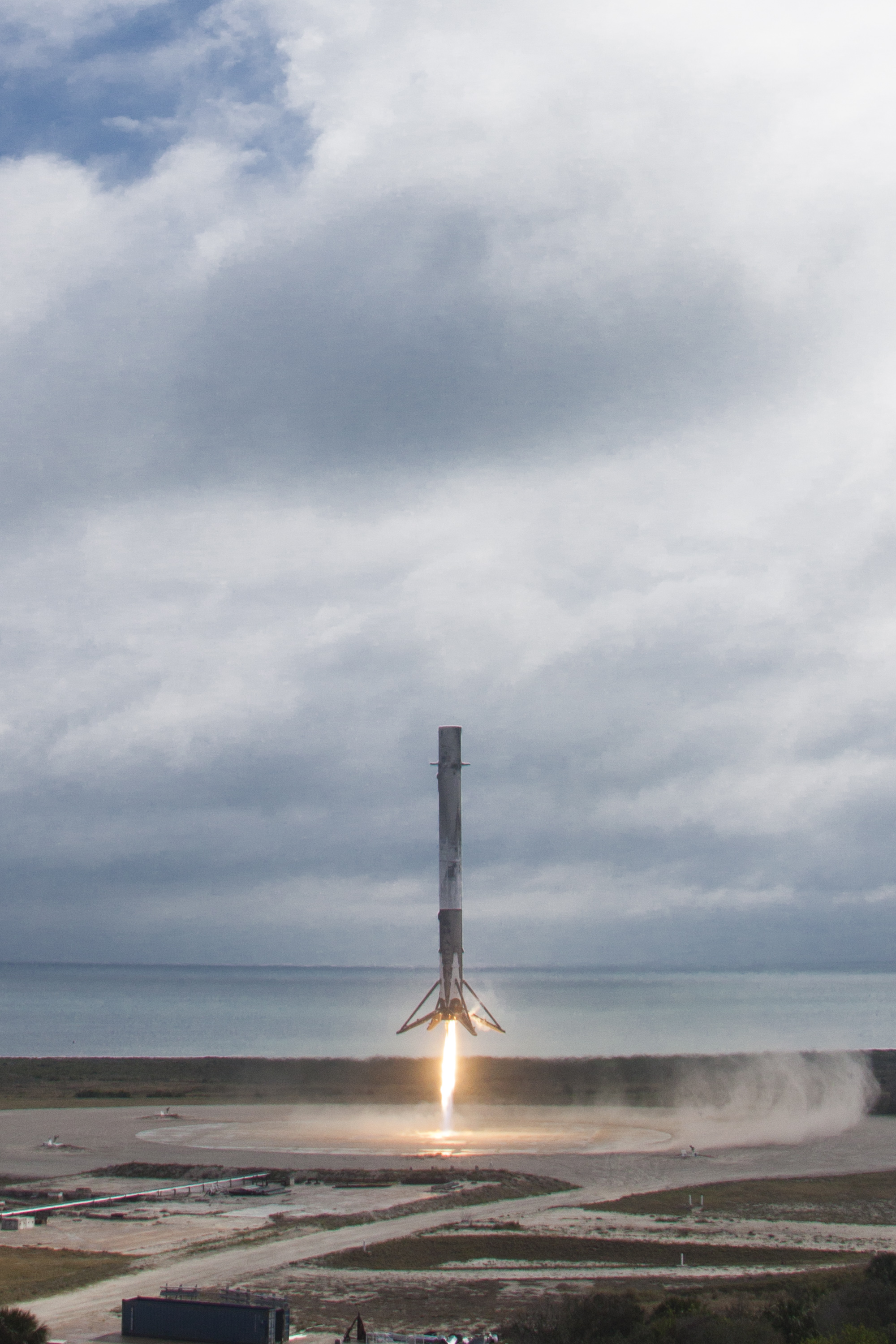
De booster-trap van Falcon 9 vlucht 30 (CRS-10) landde op LZ-1. Op de voorgrond zijn de restanten van LC-13 zichtbaar

Het eerste deel van het landingscomplex is in 2015 aangelegd op de oostzijde van het voormalige Lanceercomplex 13. Het bestaat uit een groot rond betonnen plein waarop in het midden de "X" van het SpaceX logo is geschilderd. Aan de rand staat een aantal op afstand bestuurbare waterkanonnen waarmee eventuele restanten brandende kerosine onder de raketmotoren snel kunnen worden geblust. Ook bij een mislukte landing (die in een explosie en brand eindigt) kan deze blusinstallatie worden gebruikt. De eerste raketlanding op LZ-1 was missie Orbcomm 2 waarbij voor het eerst een Falcon 9-booster een geslaagde landing uitvoerde. Landingen op deze landing zones zijn alleen mogelijk wanneer de lading niet te zwaar is, of de beoogde baan niet te hoog is, zodat er genoeg brandstof voor de vlucht terug naar land over is. In veel gevallen is daarvoor te weinig brandstof over. Dan wordt gekozen voor een landing op een zelfsturend landingsschip. De Falcon-boosters die op LZ-1 en LZ-2 landen zijn acht of negen minuten daarvoor gelanceerd vanaf de Lanceerplaatsen LC-39A of SLC-40 die enkele kilometers noordelijker liggen. In 2017 kreeg LZ-1 een nieuwe verflaag met radarreflecterende verf. Hierdoor werd het mogelijk met nog meer precisie in het midden van de landingsplaats te landen. Dat jaar werd ook LZ-2 aangelegd om dubbele side-boosterlandingen van de Falcon Heavy mogelijk te maken. LZ-2 kan ook worden gebruikt voor de landing van Falcon 9 boosters als LZ-1 niet vrij is. Dit gebeurde op 11 december 2022 voor het eerst.

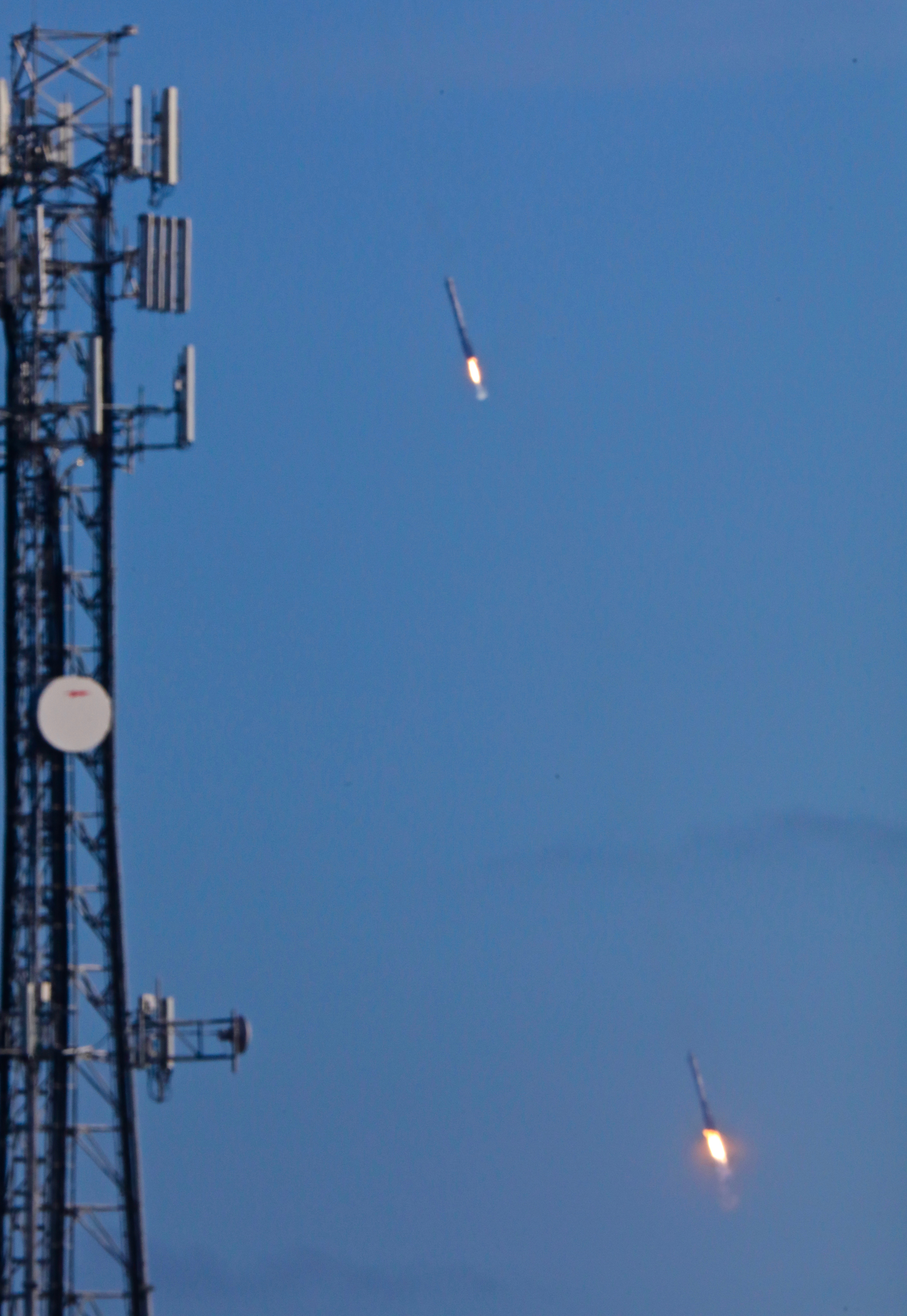
De bijna silmultane landing van de Falcon Heavy side-boosters op LZ-1 en LZ-2, was een van de hoogtepunten van de Falcon Heavy Demonstration Flight

De in 2020 geïntroduceerde Cargo Dragon volgt een ander lanceerprofiel dan zijn voorganger, de Dragon 1. De boosters van Cargo Dragons landden daardoor tot 2023 op een droneschip. Er waren hierdoor minder landingen op het complex. In mei 2023 gaf SpaceX aan dat was gebleken dat Falcon-boosters bij een Dragon 2 lancering naar het ISS toch genoeg brandstof over houden voor een vlucht terug naar land en ze vanaf Crew Dragon-vlucht AX-2 weer op LZ-1 of 2 landen.

### Overzicht raketlandingen op LZ-1
1. Orbcomm 2 (boosterserienummer: B1019, 21 december 2015)
2. CRS-9 (B1025, 18 juli 2016)
3. CRS-10 (B1031 19 februari 2017)
4. NROL-76 (B1032, 1 mei 2017)
5. CRS-11 (B1035, 3 juni 2017)
6. CRS-12 (B1039, 14 augustus 2017)
7. OTV-5 (B1040, 7 september 2017)
8. CRS-13 (B1035, 15 december 2017)
9. Zuma (B1043, 7 januari 2018)
10. Falcon Heavy demonstratievlucht, side-booster (B1023, 6 februari 2018)
11. Falcon Heavy Arabsat 6A, side-booster (11 april 2019)
12. Falcon Heavy STP-2, Sidebooster (25 juni 2019)
13. CRS-18 (B1056, 25 juli 2019)
14. CRS-20 (B1059, 7 maart 2020)
15. SAOCOM 1B (30 augustus 2020)
16. NROL-108 (19 december 2020)
17. Transporter 2 (30 juni 2021)
18. Transporter 3 (13 januari 2022)
19. CSG-1 (1 februari 2022)
20. Transporter 5 (25 mei 2022)
21. Falcon Heavy USSF-44 side booster (1 november 2022)
22. OneWeb 15 (8 december 2022)
23. Transporter 6 (3 januari 2023)
24. OneWeb 16 (9 januari 2023)
25. Falcon Heavy USSF-67 (15 januari 2023)
26. OneWeb 17 (9 maart 2023)
27. Axiom Mission 2 (21 mei 2023)
28. Falcon Heavy Echostar XXIV/Jupiter 3 (29 juli 2023)
29. SpaceX Crew 7 (26 augustus 2023)
30. Falcon Heavy Psyche (13 oktober 2023)
31. CRS-29 (10 november)
32. Falcon Heavy USSF-52/OTV-7 (29 december 2023)
33. Ovzon-3 (3 januari 2024)
34. Axiom Mission 3 (18 januari 2024)
35. CRS NG-20 (30 januari 2024)
36. PACE (8 februari 2024)
37. Nova-C IM-1 (15 februari 2024)
38. SpaceX Crew-8 (4 maart 2024
39. CRS-30 (21 maart 2024)
40. Bandwagon 1 (8 april 2024)
41. Falcon Heavy Goes-U (25 juni 2024)
42. CRS NG-21 (4 augustus 2024)
43. Worldview Legion 3 & 4 (15 augustus 2024)
44. BlueBird Block 1 #1-5 (12 September 2024
45. SpaceX Crew-9 (28 september 2025)
46. CRS-31 (5 november 2024)
47. Koreasat 6A (11 november 2024)
48. Worldview Legion 5 & 6
49. SpaceX Crew-10 (15 maart 2025)
50. NROL-69 (24 maart 2025)
51. CRS-32 (21 april 2025)
52. Axiom Mission 4 (25 juni 2025)
53. SpaceX Crew-11 (1 augustus 2025, laatste landing op LZ-1)

### Overzicht raketlandingen op LZ-2
1. Falcon Heavy demonstratievlucht, side-booster (B1025, 6 februari 2018)
2. Falcon Heavy Arabsat 6A, side-booster (11 april 2019)
3. Falcon Heavy STP-2, Sidebooster (25 juni 2019)
4. Falcon Heavy USSF-44 Sidebooster (1 november 2022)
5. Falcon 9 Hakuto-R-missie 1, (11 december 2022)
6. Falcon Heavy USSF-67 (15 januari 2023)
7. Falcon Heavy Echostar XXIV/Jupiter 3 (29 juli 2023)
8. Falcon Heavy Psyche (13 oktober 2023)
9. Falcon Heavy USSF-52/OTV-7 (29 december 2023)
10. Falcon 9 USSF 124 (14 februari 2024)
11. Falcon Heavy Goes-U (25 juni 2024)
12. Falcon 9 Bandwagon-3 (22 april 2025)

### Uitbreiding
Op 6 februari 2018 werd voor het eerst een Falcon Heavy gelanceerd. Deze raket bevat drie Falcon 9-boosters. In de meeste gevallen zullen de buitenste boosters terug naar land vliegen voor de landing, de middelste booster landt dan op een landingsschip. Theoretisch kan in sommige gevallen kan ook de middelste booster terug naar land vliegen. Dit vereist meer landingsplaatsen. Daarom werden ten noorden en zuiden van de voormalige lanceerplaats nog twee landingszones gepland. De aanvraag voor de bouwvergunning werd in de zomer van 2016 openbaar gemaakt. Op beelden van de CRS-12 boosterlanding (14 augustus 2017) was te zien dat de aanleg van het tweede landingsplatform al een heel eind was gevorderd bij de landing van CRS-13 (15 december 2017) leek het tweede landingsplatform voltooid. Tijdens de inauguratievlucht van de Falcon Heavy werd LZ-2 voor het eerst gebruikt. Gezien het feit dat SpaceX zijn raketten inmiddels met behoorlijke precisie op de landingsplaats kan laten landen is het tweede betonnen landingsplein een stuk kleiner zijn dan LZ-1. Hoewel er een vergunning voor de aanleg van LZ-3 lag werd deze nooit gerealiseerd.
Verder had SpaceX in 2017 een tijdelijke hal gebouwd aan de westzijde van de voormalige lanceerplaats waarin zij hun Dragon 2-ruimteschepen na een landing in de Atlantische Oceaan uitladen en onderhouden tot de nog te bouwen, definitieve Dragon Processing Facillity in Port Canaveral in gebruik zou worden genomen. Doordat de ontwikkeling van de Dragon 2 langer duurde en de hangar in Port Canaveral tijdens de eerste vlucht al gereed was is deze hal daar nooit voor gebruikt.
Ook is er een teststand waarop SpaceX de motoren van Dragon's kan testen. Door deze faciliteiten hoeven Dragons niet meer naar het testterrein in McGregor (Texas) te worden vervoerd.
Lange tijd werd ervan uitgegaan dat het landingscomplex gebruikt zou gaan worden voor verticale landingen van SpaceX' Dragon 2 (ook bekend onder de naam Crew Dragon). Deze al dan niet bemande ruimtecapsule werd ontworpen om met behulp van een achttal raketmotoren en een landingsgestel te kunnen landen. De daarvoor ontworpen uitschuifbare landingspoten bleken echter een zwakke plek in het hitteschild te vormen en daarmee niet aan de hoogste veiligheidseisen te voldoen. Dragon 2 vluchten landen om die reden dus aan parachutes in zee.

### Ongelukken
- De landing van booster B-1050 na afloop van missie CRS-16 op 5 december 2018 mislukte door een defect. De booster landde enkele kilometers verderop in zee.
- Op 20 april 2019 explodeerde de eerste Crew Dragon op de Dragon-testinstallatie tijdens het testen van de motoren. De grond raakte ernstig vervuild met hypergolische brandstoffen en enkele tanks van de Crew Dragon stonden nog onder druk. Hierdoor kon de omgeving in de daarop volgende weken nog niet volledig onderzocht worden en werden de restanten niet verzameld en opgeruimd. Om het bewijs niet te verstoren werd voor de boosterlanding van vlucht CRS-17 uitgeweken naar een droneschip.

### Andere landingsplaatsen
Ook aan de Amerikaanse westkust heeft SpaceX een landingsfaciliteit genaamd LZ-4. Deze is aangelegd op het voormalige Lanceercomplex "SLC-4W" van de Vandenberg Air Force Base en werd eind 2017 goedgekeurd door de Amerikaanse luchtvaartautoriteit. Op 7 oktober 2018 werd deze voor het eerst gebruikt.
Ook overwoog NASA in 2018 een landingsplaats aan te leggen op het Kennedy Space Center (KSC). Deze zou dan ten noorden van Lanceercomplex 39 komen. Doel van deze landingsplaats is om de industriële zone van het CCAFS te ontlasten. Dit industrieterrein ligt namelijk binnen de evacuatiezone van LZ-1 en moet soms tijdens kantooruren gedurende 6 uur worden geëvacueerd voor een geplande landing. De bewoonde gebieden en de industriële zones van het KSC op Merritt Island liggen veel verder van de beoogde nieuwe landingsplaats en hoeven niet te worden geëvacueerd.

## Terugkeer lanceercomplex 13
Op 7 maart 2023 werd complex SLC-13 toegewezen aan de bedrijven Phantom Space en Vaya Space die er hun zeer lichte raketten gaan lanceren. Per juli 2025, wanneer die contracten van kracht zijn, zal SpaceX het terrein verlaten. De twee uit te faseren landingsplatforms zullen ieder een kleine lanceerinstallatie herbergen. De verandering van het huurcontract hangt samen met een beleidsaanpassing van Space Force Delta 45; landingsplaatsen moeten in de toekomst op hetzelfde complex waar de raket wordt gelanceerd zijn gevestigd. Op deze manier hoeft rond een lancering maar één deel van de lanceerbasis te worden ontruimd. SpaceX had overigens al plannen om Lanceercomplex 40 uitbreiden met een landingsplaats. Op 1 januari 2025 werd uit een vergunningsaanvraag duidelijk dat die landingsplaats direct ten oosten van het complex komt. Ook Lanceercomplex 39A op het Kennedy Space Center zal naar verwachting met een of twee landingsplaatsen direct ten noord-oosten van dat complex worden uitgebreid. Het landen op complexen 39 en 40 moet ook het afhandelen van booster-onderhoud na de landing bespoedigen doordat de boosters langs een kortere route naar de hangar rijden. Bovendien gaat het transport niet meer langs een rij andere lanceercomplexen die in de komende jaren actief moeten worden waardoor het werkproces daar minder verstoort wordt. Op 1 augustus 2025 werd de laatste Falcon 9 landing op LZ-1 uitgevoerd; LZ-2 zal nog een paar maanden langer bij SpaceX in gebruik blijven.